# Max Strauß

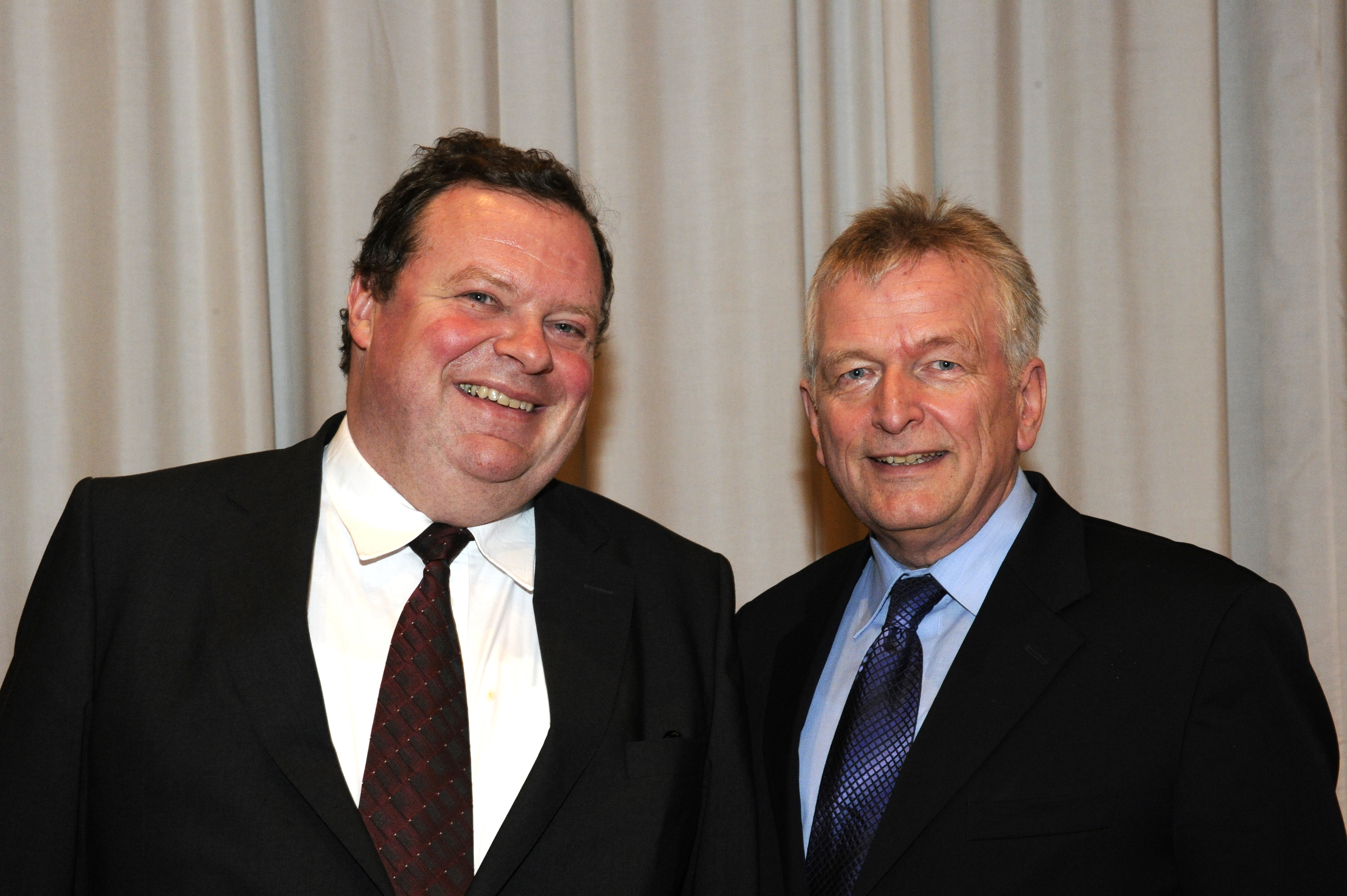
Max Strauß (links, 2011)

Max Josef Strauß (* 24. Mai 1959 in München) ist ein deutscher Jurist. Er ist der älteste Sohn des ehemaligen bayerischen Ministerpräsidenten und CSU-Vorsitzenden Franz Josef Strauß.

## Leben
Strauß, dessen jüngere Geschwister Franz Georg Strauß (* 1961) und Monika Hohlmeier (* 1962) ebenfalls bekannt sind, machte nach dem Abitur am Dante-Gymnasium in seiner Heimatstadt München eine Banklehre und studierte anschließend dort Rechtswissenschaft. Er war bis Juni 2003 als Rechtsanwalt in einer renommierten Münchner Anwaltssozietät am Wittelsbacherplatz tätig. Nach dem Tod seines Vaters Franz Josef Strauß führte er die Familiengeschäfte weiter. Max Strauß ist geschieden. Er hat aus seiner Ehe mit Gabriele Strauß zwei Töchter.
Er lebt (Stand März 2016) nahe Dresden in der denkmalgeschützten Friedensburg in Radebeul und arbeitet dort als Generalbevollmächtigter einer Medizintechnik-Firma.

### WABAG-Affäre – Beihilfe zum Anlagebetrug
Von 1995 bis 1999 war Strauß als Anwalt für die Münchner Anlageberatungsfirma „Wirtschaftsanalyse und Beratung AG“ (WABAG mit den Projektgesellschaften Trentec + Trentec II AG, Biokraftwerk AG, Kompact AG) tätig, die seit 1991 für Recyclingprojekte in den ostdeutschen Bundesländern geworben und dabei rund 5.000 Anleger um ca. 100 Millionen Euro gebracht hatte.
Am 16. April 2004 wurde er in diesem Zusammenhang wegen Beihilfe zum Betrug in drei Fällen zu einer Geldstrafe in Höhe von 300.000 Euro verurteilt, die er in 20 Monatsraten abzahlen sollte. Die vergleichsweise milde Strafe kam durch eine vorab ausgehandelte Vereinbarung ("Deal") zustande, nach der sich Strauß eingeschränkt schuldig bekannte. Er begründete dies seinerseits mit einer fortschreitenden Erkrankung. Einige der Anleger kündigten zivilrechtliche Schadenersatzklagen gegen Strauß an. Am 19. Juli 2006 wurde er vom Landgericht München I zu einer Schadenersatz-Zahlung von 51.129 Euro an einen Kapitalanleger verurteilt.

### Maxwell-Affäre
Seit 1995 wurde gegen Strauß wegen des Verdachts von unversteuerten Provisionszahlungen durch den Rüstungslobbyisten Karlheinz Schreiber ermittelt. Nach Ansicht der zuständigen Staatsanwaltschaft Augsburg wurde beim Auffinden eines Nummernkontos in der Schweiz dieser Vorwurf als Maxwell-Affäre bekannt. Im Dezember 1995 wurde ein Verfahren wegen des Verdachts auf Steuerhinterziehung gegen Strauß eingeleitet, im Mai 2003 wurde die Anklage vor dem Landgericht Augsburg zugelassen. Danach gab Strauß seine Zulassung als Rechtsanwalt aus gesundheitlichen Gründen freiwillig zurück. Ab September 2003 war er wegen schwerer Depressionen in stationärer Behandlung in der psychiatrischen Universitätsklinik an der Münchner Nussbaumstraße. Seine Rechtsanwälte betonten immer wieder, dass ihr Mandant unter den jahrelangen Ermittlungen gelitten habe und darunter schließlich zusammengebrochen sei. Vor einer Hausdurchsuchung im Januar 1996 war Strauß gewarnt worden. Eine dabei sichergestellte Festplatte aus seinem Laptop war laut eigener Darstellung unmittelbar vorher von einem Computervirus befallen und gelöscht worden. Als die Staatsanwaltschaft sie später weiter untersuchen lassen wollte, war sie in den Händen eines privaten Sachverständigen nicht mehr auffindbar, ebenso die gleichfalls beschlagnahmten Datensicherungsbänder. Dieses für die Staatsanwaltschaft unaufklärbare Verschwinden von wichtigen Beweismitteln führte zu wenig freundlichen Kommentaren in der deutschen Presse. Das Augsburger Landgericht unter Vorsitz von Maximilian Hofmeister sah in einem ersten Urteil vom 15. Juli 2004 den Tatvorwurf der Steuerhinterziehung in Höhe von 5,2 Millionen als erwiesen an; dabei wurde die Frage, ob Strauß das Geld auch zugeflossen war, für unerheblich erklärt. Strauß wurde zu einer Freiheitsstrafe von drei Jahren und drei Monaten verurteilt. 2005 hob der Bundesgerichtshof das Urteil und den Haftbefehl jedoch im Revisionsverfahren auf und verwies die Sache zur erneuten Verhandlung an das Landgericht Augsburg zurück. Nach Ansicht des BGH seien die Feststellungen zu den nicht versteuerten Einkünften des Angeklagten „lückenhaft und beruhen nicht auf einer tragfähigen Tatsachengrundlage“. Zudem sei die Frage, ob das Geld Strauß tatsächlich zugeflossen sei, von rechtlich entscheidender Bedeutung.
In der Neuauflage des Prozesses wurde Max Strauß am 6. August 2007 vor dem Augsburger Landgericht wegen nicht ausreichender Beweise vom Vorwurf der Steuerhinterziehung freigesprochen. In seiner Urteilsbegründung sagte der Vorsitzende Richter Manfred Prexl: „Direkte Beweise gab es nie“. Strauß erhielt für eine Hausdurchsuchung eine Entschädigungszahlung.

### Vorübergehende Pfändung der Familiengruft
Die Münchner Abendzeitung berichtete am 21. Januar 2004, die Gruft der Familie Strauß in Rott am Inn und Eigentum von Max Strauß seien gepfändet worden. Die Grabstätte gehört je zur Hälfte Max Strauß und einer Tante. Die Pfändung löste in der CSU große Empörung aus. Edmund Stoiber erklärte, unbeschadet der rechtlichen Situation halte er die Pfändung der Gruft für pietätlos. Landtagspräsident Alois Glück (CSU) nannte den Vorgang „instinktlos und unerträglich“. Die CSU-Fraktion verlangte einstimmig, die Pfändung der Gruft rückgängig zu machen. Nach massiver Kritik aus den eigenen Reihen entschuldigte sich Bayerns Finanzminister Kurt Faltlhauser am 26. Januar 2004 bei der Familie Strauß für die „entstandenen Missverständnisse“. Er tat dies in einer schriftlichen Erklärung „namens der Finanzbehörden“, räumte aber keine persönlichen Fehler ein. Der Münchner Wirtschaftsprüfer Werner Wenzel, der für Max Strauß tätig war, teilte am selben Tag mit, das Münchner Zentralfinanzamt habe ihn über die Aufhebung der Pfändung telefonisch informiert. SPD und Grüne forderten am 27. Januar 2004 in einer Aktuellen Stunde im Bayerischen Landtag den Rücktritt Faltlhausers. „Wir brauchen keinen Lügenbaron als Finanzminister“, stellte Grünen-Fraktionschefin Margarete Bause fest. Faltlhauser hatte am Wochenende zuvor abgestritten, dass die Finanzverwaltung für die Freigabe des gepfändeten Grabgrundstücks von der Strauß-Familie Geld gefordert habe. Aus einem Schreiben des Finanzamtes ging jedoch das Gegenteil hervor.

### Strauß-Unterlassungsklage gegen Wilhelm Schlötterer
2009 veröffentlichte der pensionierte bayerische Finanzbeamte Wilhelm Schlötterer ein Sachbuch. Schlötterer hatte während seiner Berufstätigkeit in den 1970er Jahren beharrlich auf Einflussnahmen von CSU-Spitzenpolitikern zugunsten von Prominenten und wohlhabenden Freunden in Steuerangelegenheiten hingewiesen. Strafverfahren und beamtenrechtliche Disziplinarverfahren ergaben nach seinen Angaben allesamt, dass er sich rechtmäßig verhalten habe. Das Buch behandelte einige der von ihm kritisierten damaligen Vorgänge. Max Strauß erstattete Strafanzeige, klagte auf Unterlassung und gewann diesen Prozess im Februar 2013 (Az. 28 O 773/11). Wilhelm Schlötterer legte gegen das Urteil Berufung ein und verlor größtenteils erneut: Das Oberlandesgericht Köln gab Strauß auch in zweiter Instanz in fast allen Punkten recht.
Strauß dementierte auch die Aussage von Schlötterer, er habe versucht, 300 Millionen Mark aus dem Erbe seines Vaters nach Luxemburg zu übertragen.